# Президентські вибори у Литві 2024
Президентські вибори у Литві пройшли 12 (1-й тур) і 26 травня 2024 року (2-й тур).

## Кандидати
У виборах взяли участь 8 кандидатів. У першому турі перемогли Науседа та Шимоніте, вони вийшли у другий тур, набравши відповідно 44,54% і 19,94% голосів.

## Результати
| Кандидат                     | Партія                                           | Перший тур | Перший тур | Другий тур | Другий тур |
| Кандидат                     | Партія                                           | Голос      | %          | Голос      | %          |
| ---------------------------- | ------------------------------------------------ | ---------- | ---------- | ---------- | ---------- |
| Ґітанас Науседа              | Незалежний                                       | 627 851    | 44,46      |            |            |
| Інгріда Шимоніте             | Союз Вітчизни — Литовські християнські демократи | 282 806    | 19,94      |            |            |
| Ігнас Вегелі                 | Незалежний                                       | 176 062    | 12,47      |            |            |
| Ремігій Жемаітайтіс          | «Зоря Німану»                                    | 131 703    | 9,33       |            |            |
| Едуардас Вайткус             | Незалежний                                       | 104 353    | 7,39       |            |            |
| Дайніус Жаліма               | Незалежний                                       | 50 505     | 3,58       |            |            |
| Андрюс Мазуроніс             | Партія праці                                     | 19 687     | 1,39       |            |            |
| Гієдрімас Еглінскас          | Незалежний                                       | 19 348     | 1,37       |            |            |
| Недійсні голоси              | Недійсні голоси                                  | 9905       | –          |            | –          |
| Усього                       | Усього                                           | 1 423 781  | 100        |            | 100        |
| Зареєстрованих виборців/явка | Зареєстрованих виборців/явка                     | 2 401 808  | 59,28      |            |            |
| Джерело: VRK                 |                                                  |            |            |            |            |